# Cosimo Ferro
Cosimo Ferro (Catania, 8 giugno 1962) è un ex schermidore italiano, specializzato nella spada. Ha vinto una medaglia di bronzo nella scherma ai Giochi olimpici.

## Palmarès

### Giochi olimpici
Individuale
A squadre
- Bronzo nella spada a Los Angeles 1984

### Mondiali militari
Individuale
- Bronzo nella spada a Magglingen 1982

A squadre